# Pteropus pohlei
Pteropus pohlei — вид рукокрилих, родини Криланових.

## Поширення, поведінка
Ендемік Індонезії — островів англ. Numfoor, Rani, Yapen. Зустрічається як у первинних тропічних лісах, так і в порушених лісах. Записаний на пляжах і прибережних ділянках островів. Спочиває в листі.

## Загрози та охорона
Цей вид під загрозою полювання на харчі й загальної вирубки лісу для деревини. Цей вид занесений до Додатка II СІТЕС. Він записаний з деяких охоронних територій, але не вважаються добре захищеними.